# Філ Гілл (хокеїст)
Філ Гілл (англ. Phil Hill; народився 23 травня 1982 у м. Кардіфф, Уельс) — британський хокеїст, лівий нападник. Виступає за «Кардіфф Девілс» у Британській елітній хокейній лізі. 
Виступав за «Кардіфф Девілс», «Ноттінгем Лайонс», «Шеффілд Стілерс».
У складі національної збірної Великої Британії учасник чемпіонатів світу 2009 (дивізіон I), 2010 (дивізіон I) і 2011 (дивізіон I).  